# Aleuroglandulus magnus
Aleuroglandulus magnus es un hemíptero de la familia Aleyrodidae, con una subfamilia: Aleyrodinae. Fue descrita científicamente en 1944 por Russell.